# Chiesa dell'Immacolata Concezione (Milano)
La chiesa dell'Immacolata Concezione è una parrocchiale di Lorenteggio, quartiere di Milano, in città metropolitana e arcidiocesi di Milano; fa parte del decanato di Barona-Giambellino.

## Storia
La chiesa fu costruita tra il 1962 e il 1963 dai Figli dell'Immacolata Concezione per soddisfare i bisogni spirituali del quartiere, che aveva visto in quegli anni un aumento degli abitanti.
La parrocchia dell'Immacolata Concezione fu eretta dal cardinale Carlo Maria Martini con un decreto del 10 luglio 1986; il territorio parrocchiale fu ricavato dalle limitrofe San Vito al Giambellino, Santo Curato d'Ars, San Benedetto e Santi patroni d'Italia.
Nel 2010 la chiesa fu interessata da lavori strutturali: fu predisposto il sistema di riscaldamento a pavimento e fu ricavata la cappella feriale, decorata dalla Scuola Beato Angelico, nella zona absidale.
L'11 marzo 2012, in occasione del 50º anniversario dalla posa della prima pietra e del 25º di fondazione della parrocchia, il cardinale Angelo Scola consacrò la chiesa e dedicò l'altare.

## Descrizione

### Esterno
La facciata è idealmente suddivisa in tre registri, tutti scanditi dalla trama ad esagoni allungati; essi, nel registro centrale, vengono svuotati e fungono da rosone, nel registro superiore, invece, tre di essi sono ricoperti da mosaici. Nel registro inferiore si aprono i tre portali d'ingresso.

### Interno
L'interno dell'edificio si compone di un'unica navata con le pareti rivestite in legno. Lungo i prospetti laterali si aprono delle vetrate policrome. Al termine dell'aula si sviluppa il presbiterio, rialzato di vari gradini, affiancato dalle aperture contenenti il fonte battesimale e la statua della Madonna. Dietro l'abside si sviluppa il volume della cappella feriale.